# Конгрес на САЩ
Конгресът на САЩ (на английски: United States Congress) е висшият орган на законодателната власт в Съединените американски щати.
Конгресът е двукамарен и включва:
- Камарата на представителите и
- Сената.

Намира се в столицата Вашингтон, подобно на много други федерални институции. Конституцията на САЩ дава цялата федерална законодателна власт на Конгреса.

## Пълномощия
Член І на Американската конституция изброява пълномощията на Конгреса:
- да налага и събира данъци;
- да обявява война
- да сключва заеми за държавната хазна;
- да създаде закони за фалита, валидни за цялата страна;
- да изготвя постановления и наредби за регулиране на търговията между щатите и с чужди страни;
- да създаде общи правила за натурализацията на чуждите граждани;
- да сече монети, да определя стойността им и да се грижи фалшификаторите да получават наказания;
- да определи стандарти за мерки и теглилки;
- да създаде пощенски станции и пощенски пътища;
- да издава удостоверения за патенти и авторски права;
- да създаде система от федерални съдилища;
- да наказва пиратството;
- да събира и поддържа армия;
- да екипира военноморски флот;
- да свиква доброволните отряди, за да прилагат федералните закони, да прекратяват беззакония и да отблъскват нашествия;
- да създаде необходимите закони за столицата на държавата (Вашингтон, окръг Кълъмбия);
- да създаде необходимите за прилагането на Конституцията закони[1]

Част от тези правомощия вече не са актуални, но остават в сила. Десетата поправка поставя определени граници на властта на Конгреса, като предвижда, че всички правомощия, които не са делегирани на федералните власти, са запазени за щатите или за гражданите.
Освен това Конституцията изрично забранява определени действия на Конгреса. Той не може:
- да отменя разпореждания за хабеас корпус – изискването обвинените в престъпление да бъдат изправени пред съдия или съд, преди да бъдат задържани под стража – освен в случай на необходимост по време на бунт или външно нападение;
- да приема закони, които осъждат хората за престъпления или закононарушения без съдебен процес;
- да приема каквито и да било закони с обратна сила, които превръщат вече извършени действия в престъпление;
- да налага преки данъци на гражданите, освен на базата на вече извършено преброяване на населението;
- да обмитява износа на който и да било щат;
- да проявява специална благосклонност по отношение на търговията или митата към пристанищата на някой щат или към плавателните съдове, които ги използват;
- да признава каквито и да било благороднически титли[1].